# Марк Філліпс
Марк Філліпс  (англ. Mark Phillips, 22 вересня 1948) — британський вершник, олімпійський чемпіон. Колишній чоловік принцеси Анни, батько Пітера і Зари Філліпс.

## Виступи на Олімпіадах
| Олімпіада   | Дисципліна           | Місце  |
| ----------- | -------------------- | ------ |
| Мюнхен 1972 | триборство, особисті | 35     |
| Мюнхен 1972 | триборство, командні | 1      |
| Сеул 1988   | триборство, особисті | участь |
| Сеул 1988   | триборство, командні | 2      |